# 超速變形螺旋傑特
《超速變形螺旋傑特》，2012年6月21日至2014年2月2日间在日本設置的街機遊戲。2012年10月推出电视動畫。

## 劇情簡介
21世紀以來，日本自動車工業有了驚異的變革，藉由裝載人工智慧，讓每個人都能安全地開車上路的「AI Car」正式開發生產。而在如今的2012年，被視為模範機能城市的橫濱新都心內，有著一所專門培訓小孩子AI Car駕駛技術的特別學校「阿卡迪亞學園　ARCADIA」。
就讀阿卡迪亞學園五年級的轟驅流，是個個性莽撞卻有著天賦異稟駕駛技術的少年。某日，在學園長的邀請之下，和座車「Libird」相遇。事實上，阿卡迪亞是根據「螺旋石碑」之警告預言，而成立對抗犯罪組織的秘密防衛機關。

## 登場人物

### 被選中的駕駛員（主角群）
轟驅流（聲：井上麻里奈；香港：張裕東、林元春（幼年）；台灣：曾允凡）
本故事的主角。螺旋石板上記載的第一位“ 被選中的駕駛員”。
阿卡迪亞學園初等部5年級、11歳。第一人稱為「俺」。喜歡AICar和摔跤、討厭打針與牙醫。父親健三是TV製作人。
口頭禪是「絕望的××!! / ××達到絕望程度 （×可帶入名詞或形容詞）」，但是常常用錯地方。
推測與轟驅流博士是同一人，即是他未來會成為博士，和戈特一起研究與戈特一起開發梅比斯引擎與Libird的設計，還有一個兒子轟弘人，不過被XENON囚禁，而自己就因為逃避XENON的追捕而下落不明。
軍司壯太/Eraser 01（聲：田村睦心；香港：李凱傑、成瑤孆（幼年））
本故事的另一位主角。5月21日生、A型血。螺旋石板記載的第六位幻之“被選中的駕駛員”。
在國外調養中被騙而戴上Eraser系統而將記憶改竄成Eraser01與驅流們對立。
和驅流與鈴音是青梅竹馬。進醫院時病房的名牌是寫「久石壮太」、因父母離婚而跟母姓「軍司」。
在新生Guilties與驅流的戰鬥中、因驅流死命的呼叫與搭載在Guilties中梅比斯引擎的Burst Core產生共鳴、掙脫Eraser系統的呪縛取回記憶
稻葉鈴音（聲：井口裕香；香港：陳皓宜；台灣：林沛笭）
本故事的女主角。初等部6年生、12歳。第一人稱為「あたし」。學習花式溜冰。
螺旋石板上記載的第二位“被選中的駕駛員”。有一位年紀差很多的哥哥拓海也是阿卡迪亞的成員。雙親也是阿卡迪亞成員、現在在美國。喜歡驅流。(動畫第15話)
速水俊介（聲：松岡禎丞；香港：鍾見麟；台灣：鍾少庭）
中等部2年生、14歳。螺旋石板上記載的第三位“被選中的駕駛員”。第一人稱為『俺』。
有著天才的駕駛技能、能以普通AICar贏過阿卡迪亞的螺旋傑特Libird。普遍冷静沈着且不愛說話、討厭輸的個性。口頭禪是「誰都不能跑在我前面!」。
世界最年輕的賽車選手，成為“被選中的駕駛員”以前只追求速度。
喜歡遙。(動畫第48話)
自幼父母雙亡、由久石豐養育。
羽根充紀（聲：陶山章央；香港：巫哲棋、雷碧娜（幼年））
中等部1年生、13歳。驅流和鈴音等友人稱之為「阿充」。操關西口腔、第一人稱為「ボク」。
最初以為自己是螺旋石板上記載的第三位駕駛員、後來解讀出來的結果卻感到很失望。可是奈奈子的一句「有什麼是你能做到的」而給予驅流建議，實際上他是螺旋石板上記載的第四位“ 被選中的駕駛員”。
美輪沙斗理（聲：清都亞理沙；香港：凌晞）
從京都轉入阿卡迪亞學園高中部一年、16歲。螺旋石板上記載的第五位“被選中的駕駛員”。第一人稱為『私』。
容易迷路、凡事都用占卜來決定。
能用FB後、能與鑰匙鏈上的吉克郎玩偶對話也能預知未來。

### 阿卡迪亞

#### 中樞指令部・上層部
久石豐（聲：三宅健太；香港：招世亮）
表面上是阿卡迪亞學園的校長、真實身分為阿卡迪亞防衛機關的總司令。46歳。在俊介失去雙親後養育他。
與克勞德一起開發螺旋傑特、指揮著驅流等人“被選中的駕駛員”與XENON戰鬥。對於無視命令的人給予書寫三本漢字的書的處罰。
對兒子壯太、因立場的關係送到海外的醫院且行蹤不明時感到自責、之後再會時很高興的擁抱。
真島克勞德（聲：中田譲治；香港：黃子敬）
阿卡迪亞學園的講師與能源工學博士。50歲。第一人稱為「私｣。
為“真島時空研究所”的主人、與阿卡迪亞防衛機關一起解析“螺旋石板”的碑文與螺旋傑特的製作。真島平八郎的孫子。

#### 中樞指令部・操作員
赤名累（聲：田中理恵；香港：吳羡婷）
在阿卡迪亞學園是驅流的導師。26歲。阿卡迪亞防衛機關的主操作員、操縱無人螺旋傑特的自動驅動模式。
過去為職業賽車手有著Ａ級執照且一邊當賽車小姐。
松堂言葉（聲：山口理惠；香港：魏惠娥）
阿卡迪亞的老手操作員。29歲。結華與光的前輩。
水城結華（聲：仲埜希；香港：成瑤孆）
螺旋傑特的機體管理操作員。24歲。言葉的後輩、光的前輩。矢野烈火的女朋友。
月里光（聲：上坂堇；香港：何寶珊）
阿卡迪亞的操作員、言葉與光的後輩。19歲。喜歡俊介。
七津星（聲：潘惠美；香港：鄭麗麗）
阿卡迪亞的新人操作員、21歲，第8集登場，第32集成為久石豐的秘書。

#### 中樞指令部・機械師班
宇田川大地（聲：坂口候一；香港：陳永信）
阿卡迪亞的成員、機械師班長、39歳。爽朗的中年男性。
稻葉拓海（聲：中島ヨシキ；香港：陳灝瑋）
鈴音的哥哥、21歲。阿卡迪亞的成員。晶的前輩。
桐生息吹（聲：山口和也；香港：張方正）
阿卡迪亞的成員、整備士的一人。
矢野烈火（聲：滑川洋平；香港：鄧港文）
阿卡迪亞的成員、整備士的一人。水城結華的男朋友。
向井晶（聲：持月玲依；香港：梁少霞）
阿卡迪亞的成員、擔當機械的新人女性整備士。拓海的後輩。5話登場。OP從第15話追加。

### XENON
戈特（聲：黒田崇矢；香港：葉振聲）
統括XENON的迷之男子。42歲。經常穿著黑色斗篷、做為司令塔派遣XENON成員襲撃阿卡迪亞。對驅流抱著憎恨之心。
48集證明是從2053年來的。
於最終話返回未來，和女兒遙團聚。
托馬斯時貞 / 基特（聲：立花慎之介；香港：黃積權、黃玉娟（幼年））
25歲。XENON的戰鬥駕駛員。戴著白色的眼鏡。
重視資料的策士而做為XENON狡猾的参謀、同時也是指揮襲撃阿卡迪亞的隊長。
於最終話帶領XENON與阿卡迪亞合作。
遙（聲：藤田咲；香港：羅杏芝）
14歲。XENON的戰鬥駕駛員。性格多變。傲嬌。
曾裝成沙斗理潛入阿卡迪亞、最後被發現。
擁有超群的知識和運動神經。（動畫第七集）
對俊介的第一印象是帥、之後經常找機會接近他。
曾送親手製作的超大情人節巧克力給俊介（動畫18集）和照顧感冒的俊介。（動畫34集）
喜歡俊介。最終話片尾和俊介逛街。
有隻叫「小黑」猫、曾用牠戴上隱藏攝影機的首輪做間諜。
48集被告知是2053年的戈特用遙的毛髮所做的克隆體、是死去的遙的替代品。（其實只是戈特自己誤會了，遙實際並沒有死去）一度情緒崩潰，說出「用soul eraser 抹消靈魂更好」的話、後來被俊介喚醒。
於最終話喚醒戴上soul eraser的戈特。
托馬斯時宗 / 扎特（聲：飯塚昭三；香港：林國雄）
39話登場。XENON的主席。時貞的爺爺。
真壁（聲：藤真秀；香港：周良鴻）
12話登場。XENON的幹部。
特務阿A、B（聲：坂口候一（A）、三宅健太（B）；香港：馮志輝（A）、劉昭文（B））
Eraser軍團（聲：中島ヨシキ（α）、滑川洋平（β）、山口和也（γ）；香港：黃啟昌（α）、李鎮然（β）、李致林（γ））
23話登場。

#### Eraser四天王
Eraser Queen / 河野沙紀（聲：諏訪彩花；香港：曾佩儀）
在阿卡迪亞是久石的秘書、32歳。戴眼鏡、一頭埋在工作且很難接近的個性。
實際上是XENON派去阿卡迪亞的臥底、於26話透露身份。回到XENON之後以自己的意思接受記憶消除且戴上Soul Eraser、變回四天王「Eraser Queen」。
於最終話脫離Eraser System。
Eraser ACE / 鬼澤神（聲：杉田智和；香港：林筠翔）
Eraser四天王的一人。前特技演員。
於最終話脫離Eraser System的控制且回去當特技演員。
Eraser JACK / 西園寺櫻子（聲：安元洋貴；香港：陳成港）
Eraser四天王的一人。體型壯碩、較少女化的人物。
於最終話脫離Eraser System的控制。
Eraser KING / 道場平介（聲：こぐれ修；香港：鄧志堅）
Eraser四天王的一人。攜帶一支長棍棒。於30話乘坐螺旋傑特「Chemiliger」在衛星上伏擊因發動「豪槍gungnir」而出大氣圏外的Libird給予投擲槍的致命傷害。
事實上沒被Eraser System消除記憶、只是因為覺得戈特和托馬斯很有趣而當Eraser四天王。
於最終話與Libird對抗Death Xenon。

### 其他人
轟健三（声 - 内田夕夜；香港：陳廷軒）
驅流的父親。35歳。
轟奈奈子（聲：井上麻里奈；香港：朱妙蘭）
驅流的母親。31歳。俊介的熟人。阿卡迪亞學園的宿舍母。知道久石和克勞德、接受驅流的命運、時常以圍裙出入阿卡迪亞基地看兒子。圍裙上寫的料理名會隨每天的晚飯改變。
鈴川楓（聲：田中理惠；香港：林元春）
動畫原創角色版。小學三年級。因為AICar初學者等級還沒有駕駛員ID、12話取得。
市長（聲：田中完；香港：劉昭文）
10話登場。横浜新都心市長。幫助阿卡迪亞。
旁述員關（聲：關智一；香港：胡家豪）
電視旁述員。
田中（聲：滑川洋平；香港：李鎮然）
19話登場。
觀光協會會長（聲：西村知道；香港：張炳強）
36話登場。
謙瑠（聲：櫻井孝宏；香港：周倚天）
37話登場。

### 2053年的人
久堂勇輝（聲：田村睦心；香港：陸惠玲）
『阿爾巴洛斯之翼』的主角。2053年的阿卡迪亞的被選中的駕駛員。
久堂艾莉卡（聲：上坂堇；香港：劉惠雲）
勇氣的妹妹、被選中的駕駛員其中一人。
久堂大悟（聲：關智一；香港：李鎮然）
勇氣和艾莉卡的父親。
久堂尚子（聲：井上麻里奈；香港：黃玉娟）
勇氣和艾莉卡的母親。
戈特（聲：黑田崇矢；香港：葉振聲）
遙的爸爸，與轟博士一起開發梅比斯引擎與Libird的設計。
將驅流的車Libird改良成Shining Edition。在驅流等人回到現代後、對從轟博士梅比斯引擎相關情報洩漏感到失望、由信任轉憎恨。
遙（聲：藤田咲；香港：羅杏芝）
戈特的女兒。在被暴走螺旋傑特襲擊時被鈴音幫助。
成熟的個性且不喜歡戰爭的導火線螺旋傑特。
事故郎（聲：清都亞理沙；香港：詹健兒）
迷之機器人。讓鈴音交給過去的沙斗理鑰匙鏈。知道弘人的事。
轟弘人（聲：杉田智和；香港：林筠翔）
XENON的戰鬥員。推定年紀為10歲〜20歲。轟驅流和稻葉鈴音的兒子。（3DS證明）
傑多（聲：飯塚昭三；香港：譚炳文）
XENON的首領。命令弘人襲撃阿卡迪亞。
轟驅流博士（声 - 內田夕夜；香港：張裕東）
名子登場（動畫第31話）。與戈特一起開發梅比斯引擎與Libird的設計。兒子被XENON囚禁、自己則行蹤不明。（動畫第39話）登場。

## 螺旋傑特 Gyro Zetter
透過搭載「AI人工智能」系統，大幅增加原有的安全性和操作性後的車輛稱為「AI Car」，橫濱新都心因為「AI Car」而興盛，通過特定考試測驗，就能小孩及老人都能輕易駕駛。除了「AI Car」基本的性能及設備，安裝特殊變形功能的「AI Car」則稱為「螺旋傑特 Gyro Zetter」。開發「AI Car」的龍頭企業「阿卡迪亞 ARCADIA」，與之對抗的犯罪組織「XENON」也藉由旗下的企業不斷地開出新型的螺旋傑特。

### 企業．車商

#### 阿卡迪亞 ARCADIA
劇中除了敵方組織XENON外，唯一的架空企業。日本國內首屈一指的AI Car及螺旋傑特製造商。
| 阿卡迪亞 ARCADIA                      |                | |
| 車名                                  | 駕駛者         | 備註 |
| ライバード Libird                     | 轟 驅流        | 克勞德博士同阿卡迪亞所開發之世界上首部螺旋傑特。跑車外型，車身為鮮紅色。 速霸陸曾在愚人節時推出Libird實車化企劃。武器為轟雷劍。 招式為Lightning Slash、Jet Laser Kick、Feather Storm、Leiden Impact、Hyper Thrust、轟雷雙劍。 Final Burst必殺招式為轟雷天翔斬、超Thunder Finish、" Moebius over drive"。 - ライバードHS／Libird Hyper Spec Libird強化型態。對原為弱點的肩部及腿部進行加強，車頂的部分能作為盾牌使用，強化部件能夠任意安裝及卸下。 - ライバードSE／Libird Shining Edition Libird最終強化修改型態。 武器為轟炎劍。招式為Lightning Wave、Shining Slash、Jet Flame Kick、轟炎爆裂彈。 Final Burst必殺招式為Moebius Over Drive、轟雷轟炎鳳翼翔。 |
| ドルフィーネ Dolphine                 | 稻葉 玲音      | 動畫版第15集登場。車身顏色為具環保意象的粉紅色，設計概念為海豚。 Burst Attack後，具有自我回復的能力。玲音的第二台愛車。 招式 為 ”water final“ Final Burst必殺招式為Aqua Princess。 - ドルフィーネTA／Dolphine Triple Accel Dolphine的強化修改機體，增加海豚系列強化部件。擅長水中戰，能與水面上自由行走移動。 武器為Rhythmic Ribbon Triple Accel。 招式為Dolphin Slash。 |
| コングローダー Kong Loader            | 羽根 充紀      | 吉普車型的四輪驅動螺旋傑特。以大金剛為主題設計。怪力著稱。 招式為Heavy Impact G、Great Drum、Revenge Voltage、Big Bang Crash。 Final Burst必殺招式為Chomolungma Drop。 - コングローダーGX／Kong Loader Gigant Cross Kong Loader的後繼機體。大幅強化手腕部分的拳套機能，能夠利用鋼索延伸攻擊範圍，擅長中距離拳擊。 |
| アヌビア Anubia                       | 美輪 沙斗理    | 轎車車型的螺旋傑特。外形神似福斯車款。以阿奴比斯為主題設計。 遠距離攻擊以十字弓為武器；近距離則用肉球進行華麗且有魅力的戰鬥。 招式為肉球Strike、Oracle Shoot、神聖祈禱、Babylonian Smash。 Final Burst必殺招式為伊希絲的制裁。 - アヌビアNF／Anubia Nadeshiko Form Anubia的後繼機體。武器為弓箭和薙刀。劇情末期時，和Kong Loader Gigant Cross的梅比斯引擎都被XENON奪走。 招式為御靈之矢、薙刀之舞。 |
| ギルティスME Guiltice Moebius Edition | 軍司 壯太      | 壯太脫離XENON控制，成功回到阿卡迪亞當夢幻駕駛員後，阿卡迪亞技術扳著手改造的新生Guiltice。 招式為Infinity Edge 、Blizzard Storm。 Final Burst必殺招式為'Turbulence Edge Zero'。（動畫中並未使用 Alpha 招式為 EG Distribute |
| アギトツインS Agito Twin S            | 托馬斯         | 環保概念車型。以大鍬形蟲為主題設計。 武器為Twin Sword。招式為Dual Blast。 |
| ヒッポカノン Hippo Cannon             | 遙             | 休旅車車型。以美式河馬風格設計。 雙手手指為機關槍，胸前的河馬大嘴可發射強力光束。 |
| 羅武流                                | Eraser α／β／γ | 轎車車型。有著濃厚暴走族風格，頭上猶如「飛機頭」的砲管十分搶眼。 |
| ウルサス Ursus                        | Eraser666      | 轎車車型。以熊為設計主題，熊爪威力驚人。槌子為攻擊武器。 招式為Full Hammer。 |
| ペンリー三世 Penry III                | －             | 環保概念車型。以企鵝為設計主題。爆發攻擊時具有三段變形。 招式為叩くでおじゃる、怒った朕は危険なり。 |
| BEEMAN500                             | 大柄 梨佳子    | 輕型卡車車型。機器人型態以蜜蜂為主題概念。具有使出分身幻影的能力。 武器為玩具槌。機體由鳥山明設計。 |
| ベルガー Berger                       | 托馬斯         | 跑車車型。裝備步槍和軍刀。以劍齒虎為主題概念。 具有老虎的敏捷性的運動型螺旋傑特。於動畫第19話登場。 |
| クージャ Kuja                         | 矢野 烈火      | 轎車車型。具有像孔雀一般閃耀的羽毛。武器為長弓。曾參加阿卡迪亞GP賽。機體由水野輝昭設計。 招式為將背後羽翼當成箭的Feather Tail Arrow。 |

#### 日產 NISSAN
| 日產 NISSAN                                 |           | |
| 車名                                        | 駕駛者    | 備註 |
| NISSAN GT-R 日產GT-R (港譯: Knight G)       | 速水 俊介 | 速水俊介的專用車。以騎士為主題設計。 武器為大劍及盾,21話追加雙機關槍。(於21、50話使用) 招式為Knight Slash。 Final Burst必殺招式為Super Sonic Bullet。 |
| ドフェアレディZ Fairlady Z (港譯: Fencer Z) | 速水 俊介 | 過去與俊介在賽車場馳騁的愛車,37話在俊介的請求下由阿卡迪亞技術扳改造成螺旋傑特。 以劍士為主題設計。武器為長劍。 招式為Phantom Rain、Justice Sword。    |

## 用語（動畫）
- 橫濱新都心

位於現實的橫濱附近的近未來都市，以把AI Car導入全國為目標建造的實驗都市・阿卡迪亞於2003年完成。全國唯一僅有AI Car行駛的模範都市而受到矚目，只要取得駕駛員ID不管是老人小孩任何人都能駕駛。
- AI Car

搭載高度人工智慧（AI），以任何人都能安全駕駛為目的開發的未來車，燃料是塞特拉特。與一般汽車一樣有各式各樣的車種，也有PRIUS α、GT-R等現實存在的汽車。看似雖然很完美，但對電腦病毒攻擊的防護較薄弱。此外，在國外也一樣昂貴且受歡迎，因此常成為新式犯罪的溫床。
- 駕駛員ID

操縱AI Car的駕駛執照。兼具AI Car的鑰匙，沒有插入就不能發動AI Car。雖然沒有取得的年齡限制，但也有臨時駕照的制度。螺旋方舟也是使用相同的卡片啟動。
- 阿卡迪亞

提倡人車共存，以AI Car的開發先驅聞名世界的巨大企業。
實際上是為改變螺旋石板上碑文的預言創設的極機密防衛機構，也會進行AI Car型戰鬥機器人『螺旋傑特』的開發。
- 阿卡迪亞學園

位於橫濱新都心，擁有全國最大校地的全體住宿制私立學園，是阿卡迪亞附設的AI Car駕駛員培訓機構。關於AI Car的研究、開發、維修全部都在校內的設施進行，AI Car駕駛實習課程也都包含在教育課程內。屋頂設有教學用行駛路線；地底下有阿卡迪亞基地，同時進行校內的保全管理。在大阪及九州也設立了相同樣式的阿卡迪亞學園大阪校、九州校。
2053年未來的阿卡迪亞在「螺旋傑特戰爭」中敗給XENON，學園和驅流等人住的特別宿舍都遭到荒廢。
- 螺旋傑特

遵從螺旋石板的預言建造的特殊AI Car，具有將方向盤向上推再喊「超速変形」就能讓車體變形的能力，有著比以往的車款更高規格的性能。變形後會從内部伸出螺旋操作桿，可讓機體根據駕駛員的意思活動，用空手做出格鬥動作或使用對應各種機體的武器。
大致分為只有「被選中的駕駛員」才能乘坐的「梅比斯引擎」搭載型與「塞特拉特引擎」搭載型兩種。前者只有阿卡迪亞擁有，後者是當初由阿卡迪亞開發再由XENON完成應用。阿卡迪亞在故事途中接受了橫濱新都心市長提出的「P計劃」建造了數台，在巡警隊的應用成果下最後普及到學園的學生及組織成員。
- Gyro Commander

交付給被選中的駕駛員們的終端機。有通訊、假想對戰、搜尋武器與技能檔案的功能。兼具設施的出入許可證，非常貴重，所以一人僅配發一台。
- 梅比斯引擎

阿卡迪亞以記載在螺旋石板上的設計圖為基礎製作出來的螺旋傑特專用特殊引擎，一種永動機，但未完全解析其構造。目前採用可變形及足夠正常運作為前提的β版，用水做能源。由於黑盒子加裝「破裂核心系統」的關係，只有被選中的駕駛員才能駕駛。突破限界値時能發動螺旋傑特真正的力量「Final Burst」，但發動後會因為反作用而動彈不得。
2053年從戈特博士口中得知「我和轟驅流博士聯手開發且未完成」，看到Libird搭載的梅比斯引擎時很驚訝，而且不知道破裂核心系統的存在。
在『阿爾巴洛斯』中轟博士曾一度放棄引擎開發，並了解破裂核心也是當初的設計中不存在的組件。在Dolphine修理完成後半的事件中，成功開發量產未搭載破裂核心的原本的梅比斯引擎。被選上被選中的駕駛員的6人在結局用螺旋石板傳送訊息回到過去時，在現場的5人與事故郎的操縱者為了以防萬一，才新開發了避免遭到惡用的保護措施破裂核心系統。
- 螺旋石板

位於真島時空研究所中庭的神秘石板。50年前克勞德的祖父真島平八郎擔任所長時，中庭的石頭突然裂成兩半，隨著光芒光刻上的文章直到現在。内容文從警告「未來有未知敵人的災厄」的一節開始，刻上了螺旋傑特與其動力梅比斯引擎的設計圖、被選中的駕駛員的名字、Final Burst、阿爾巴洛斯的輪廓等等。
25話時只解讀出三分之一，在故事終盤輸入最後的密碼後便全部解讀完畢。包含了久堂一家的始末、惡魔小子的設計圖、轟博士的留言與遙（本尊）留給戈特的影像留言。
2053年荒廢的未來在變成廃墟的研究所中庭石頭並未裂開，有著諸多疑點，但在『阿爾巴洛斯』結局中得知是為了阻止回到過去的戈特，透過阿爾巴洛斯的力量從2053年的未來傳送到過去的警告文。
- XENON

由戈特指揮的神秘組織。同樣擁有螺旋傑特，並屢次用來攻擊阿卡迪亞。當初不知其目的，隨故事發展知道是為了達成「取回失去的歷史」、「打倒轟驅流」、「保護塞特拉特的未來」等目的，打算排除不需使用塞特拉特的梅比斯引擎及使用梅比斯引擎的阿卡迪亞螺旋傑特。
現代的XENON在14年前發起，5年前就已經完成靈魂消滅系統。14年前在流星雨來臨當天，穿越時空的戈特與艾尼路X公司會長時宗與其孫子時貞接觸，由戈特與時宗兩人創立，提供科學家團隊、維修團隊、孤島上的賽車場及演習場與秘密基地，並任用時貞的幹部，有著密切的關係。同時會在這裡進行Dragunos等巨大螺旋傑特的開發應用，另外也會為了實驗提供給其他罪犯技術或螺旋傑特。
2053年的未來一樣存在，但首領不是戈特而是傑多。目的為創造最強的螺旋傑特，以實驗的名義在全世界引發紛爭。在『阿爾巴洛斯』中未來的XENON也有原本的規模，但是在久堂一家人的努力下摧毀了整個計劃。
- 螺旋方舟

螺旋傑特專用的高速運輸機。具備前線基地的作用，可在內部進行螺旋傑特的維修。雖然沒有武裝，但是可從中央部內藏的梅比斯NOVA砲施放讓螺旋傑特能力提升的「Hyper Charger」。在第24話中有同型機螺旋方舟2號機、第50話有3號機登場。
全長26.3m、全幅29.4m、全高9.6m、重量42.7t、裝載量51.8t、最大飛行速度M3
- 塞特拉特

代替AI Car必要的石油，一種發出水藍色光芒的特殊礦石燃料，壓縮加工成液體來使用。濃縮成原石或寶特瓶尺寸等高純度的塞特拉特會發出紫光。使用方法錯誤會讓植物枯萎、或是發出等同彈道飛彈威力的能量，所以僅供特定用途使用。日本近年在山中及海底附近發現，雖看似產量充足，但頂多只有維持50年左右的埋藏量。在1999年到2013年間石油資源枯竭，塞特拉特受到矚目，與艾尼路X公司的迅速成長有著密切關聯。
- 艾尼路X公司

於20世紀末創設的大企業，獨佔AI Car燃料塞特拉特的全世界產量90%以上的業界最大戶。與XENON有密切的關係。
- P計劃作戰

橫濱新都心提倡的任何人都能駕駛的「螺旋傑特・巡警隊」設立計劃。
- 螺旋傑特戰爭

2046年開始的戰亂。從2053年的遙得知因為螺旋傑特的AI失控而讓世界變荒蕪，阿卡迪亞組織也毀壞。戈特博士說「Libird是戰爭的導火線」，但實際上是未來的艾尼路X公司刻意發起的。

## 製作人員
- 原作：スクウェア・エニックス
- 企畫：市村龍太郎
- 執行製片：平岡利介、和田洋一、茨木政彦、黒田康太、遠藤正樹、植田益朗
- 總監督・音響監督：高松信司
- 監督：森邦宏
- 系列構成：佐藤大、ストーリーライダーズ
- 人物設計原案：カイエダヒロシ
- 人物設計：湯本佳典
- 主要螺旋傑特設計：石垣純哉
- 美術監督：佐藤正浩、永吉幸樹
- 美術設定：佐藤正浩、藤瀬智康
- 螺旋傑特設計：池田幸雄、渭原敏明、今石進、海老川兼武、界グラフィックス、片貝文洋、河森正治、常木志伸、ヒラタリョウ、ブリュネ・スタニスラス、森木靖泰、矢薙じょう、ロマン・トマ、鷲尾直広
- 色彩設計：ホカリカナコ
- 攝影監督：黒岩悟
- 編輯：坪根健太郎
- CG導演：那須信司
- CG製作：松野美茂
- 音樂：佐藤直紀
- 音樂プロデューサー ：外村敬一
- 音樂製作：スクウェア・エニックス
- 監製：和田慎之介、古川慎、落越友則
- 動畫製作人：中山浩太郎
- 動畫製作：A-1 Pictures
- 製作：東京電視台、dentsu、A-1 Pictures

## 主題曲

### 片頭曲
- 『Let's Go!』（第01話～第51話）

作詞：ジョー・リノイエ、矢住夏菜
作曲、編曲：ジョー・リノイエ
歌：近藤真彦
從第1話到第31話為第一段、從第32話開始用第二段。第21話用第二段做插入歌使用。

### 片尾曲
- 『ストロボ』（第01話～第17話）

作詞、作曲、編曲：nishi-ken
歌：TEMPURA KIDZ
- 『ONE STEP』（第18話～第31話）

作詞、作曲、編曲：nishi-ken
歌：TEMPURA KIDZ
- 『はっぴぃ夏祭り』（第32話～第51話）

作詞、作曲、：安永龍平
編曲：nishi-ken
歌：TEMPURA KIDZ

## 各話列表
以下時間以日本當地時間為準
| 話數 | 原文標題 | 香港標題                                | 劇本            | 分鏡                    | 演出              | （總作畫監督） 作畫監督                        | 日本放送日期   |
| ---- | -------- | --------------------------------------- | --------------- | ----------------------- | ----------------- | ---------------------------------------------- | -------------- |
| 1    |          | Libird，啟動                            | 佐藤大          | 森邦宏                  | 大久保政雄        | 湯本佳典                                       | 2012年10月2日  |
| 2    |          | 螺旋石板的秘密                          | 永川成基        | 近藤信宏                | 福本潔            | （森本由布希） 森本由布希、渡邊健一            | 2012年10月9日  |
| 3    |          | 華麗的第三位駕駛員                      | 武田無我        | 德本善信 近藤信宏       | 德本善信          | （川島尚） 新保卓郎、中島達央                  | 2012年10月16日 |
| 4    |          | 交鋒！Racing Battle                     | 竹内利光        | 大庭秀昭                | 大庭秀昭          | （湯本佳典） 石川洋一、森悦史                  | 2012年10月23日 |
| 5    |          | 登場！Eraser 01                         | 佐藤大          | 近藤信宏                | 奥野浩行          | 柳瀨譲二、糸島雅彦 高瀨健一（メカ）            | 2012年10月30日 |
| 6    |          | 激戰，Libird VS Guiltice                | 佐藤大          | 古田丈司                | 關田修            | （湯本佳典） 津熊健德                          | 2012年11月6日  |
| 7    |          | 轉校生，沙斗里                          | 清水惠          | 日色夏如 森邦宏         | 日色夏如          | 雨宮英男 林怡君                                | 2012年11月13日 |
| 8    |          | 疾走！AI Car失蹤事件                    | 横谷昌宏        | 和田純一                | 和田純一          | 橋口隼人、宇田早輝子 中谷友紀子                | 2012年11月20日 |
| 9    |          | 被盜的Gyro Commander                    | 竹内利光        | 成田歲法                | 成田歲法          | 佐藤友子、山本径子 桝井一平、永川桃子          | 2012年11月27日 |
| 10   |          | 再戰Guiltice                            | 永川成基        | 稻井仁                  | 清水明            | 鯉川慎平                                       | 2012年12月4日  |
| 11   |          | 沒有Libird的日子                        | 武田無我        | 須永司                  | 北川正人          | 津熊健德                                       | 2012年12月11日 |
| 12   |          | 完成，Libird，Hyper Spec                | 佐藤大          | 近藤信宏                | 福本潔            | 新保卓郎、渡邊健一 森本由布希、池田有          | 2012年12月18日 |
| 13   |          | Great Kraken的惡夢                      | 佐藤大          | 大庭秀昭                | 石川洋一          | 森悦史                                         | 2012年12月25日 |
| 14   |          | 超速特集！盡覽Gyrozetter                | 佐藤大          | 和田純一                | 和田純一          | 湯本佳典                                       | 2013年1月8日   |
| 15   |          | 初次見面Dolphine！                      | 清水惠          | 加瀨充子                | 中村近世          | 山本径子 津熊健德                              | 2013年1月15日  |
| 16   |          | 報道員的戀情 （揸咪人的戀情）           | 横谷昌宏        | 須永司                  | 清水一伸          | 柳瀨譲二 糸島雅彦                              | 2013年1月22日  |
| 17   |          | 爆走，死亡競賽                          | 菅正太郎        | 近藤信宏                | 浅利藤彰          | 津熊健德                                       | 2013年1月29日  |
| 18   |          | 怦然心動情人節                          | 竹内利光        | 古田丈司                | 小坂春女          | 齋藤佑 佐久間信一                              | 2013年2月5日   |
| 19   |          | 熊貓來訪                                | 武田無我 清水惠 | 稻井仁                  | 奥野浩行          | 五十内裕輔 渡邊奈月                            | 2013年2月12日  |
| 20   |          | 搞笑英雄誕生                            | 横谷昌宏        | 須永司                  | 佐土原武之        | 山本径子、津熊健德 香田知樹                    | 2013年2月19日  |
| 21   |          | Let's Go，馳騁拉力賽                    | 菅正太郎        | 大庭秀昭 森邦宏         | 大庭秀昭          | 森悦史、石川洋一 岡戶智凱（メカ）              | 2013年2月26日  |
| 22   |          | 沙斗里，誓言的一擊                      | 清水惠          | 今泉賢一                | 高橋修            | 永田正美                                       | 2013年3月5日   |
| 23   |          | Eraser軍團登場                          | 竹内利光        | 加瀨充子                | 北川正人          | 津熊健德                                       | 2013年3月12日  |
| 24   |          | 起跳！回轉三周                          | 武田無我 清水惠 | 成田歲法                | 村山靖            | 香田知樹 山本径子                              | 2013年3月19日  |
| 25   |          | Gyro Ark！千鈞一髮                      | 横谷昌宏        | 網野哲郎                | 福本潔            | 鎌田均、津熊健德 渡邊健一、石川惠理 森本由布希 | 2013年3月26日  |
| 26   |          | 甦醒吧RRR，高旋力核心的秘密             | 佐藤大          | 瀧澤敏文                | 清水一伸          | 糸島雅彦、柳瀨譲二 丸山匡彦                    | 2013年4月2日   |
| 27   |          | 由沙紀的未來開始                        | 佐藤大          | 阿佐ヶ谷みなみ          | 關田修            | 牧内桃子 小川浩司                              | 2013年4月9日   |
| 28   |          | Guiltice的挑戰書                        | 竹内利光        | 古田丈司                | 佐土原武之        | 山本径子                                       | 2013年4月16日  |
| 29   |          | 日落Lightning Slash                     | 清水惠          | 大庭秀昭 森邦宏         | 大庭秀昭          | 五十内裕輔 渡邊奈月                            | 2013年4月23日  |
| 30   |          | 瀕臨死亡！Libird                        | 菅正太郎        | 和田純一                | 和田純一          | 湯本佳典 牧内桃子                              | 2013年4月30日  |
| 31   |          | 預言原來是指Shining Edition             | 永川成基        | 近藤信宏                | 福本潔            | 渡邊健一、石川洋一 柳瀨譲二                    | 2013年5月7日   |
| 32   |          | 轟鳴吧，Mebuius Over Drive              | 佐藤大          | 須永司                  | 小坂春女          | 齋藤佑 佐久間信一                              | 2013年5月14日  |
| 33   |          | 被鎖定的Libird Shining Edition          | 横谷昌宏        | 加瀨充子                | 吉澤俊一          | 津熊健德、服部憲知 田畑昭、飯飼一幸            | 2013年5月21日  |
| 34   |          | 心跳的雨中坐車吹風 （心跳的雨中遊車河） | 竹内利光        | 成田歲法                | 成田歲法          | 山本径子 香田知樹                              | 2013年5月28日  |
| 35   |          | Eraser 666現身                          | 岸本みゆき      | 西澤晋                  | 關田修            | 波風立志                                       | 2013年6月4日   |
| 36   |          | 貓、煙花和夏日祭                        | 清水惠          | 今泉賢一                | 今泉賢一          | 近藤優次 松本朋之                              | 2013年6月11日  |
| 37   |          | 超越馬赫，激走吧，Fencer Z              | 永川成基        | 網野哲郎                | 原田やすのり      | 龜谷響子 坂崎忠                                | 2013年6月18日  |
| 38   |          | King的王牌！Chimeliger出場              | 菅正太郎        | 須永司                  | 大庭秀昭          | 荒尾英幸                                       | 2013年6月25日  |
| 39   |          | 始於流星下                              | 永川成基 佐藤大 | 加瀬充子 阿佐ヶ谷みなみ | 関田修            | 津熊健徳 服部憲知                              | 2013年7月2日   |
| 40   |          | 絕望之翼，要擊敗Albaross                | 清水惠 佐藤大   | 近藤信宏                | 小坂春女 剛田隼人 | 斎藤佑 佐久間信一                              | 2013年7月9日   |
| 41   |          | 不可思議的古都之不可思議夜晚            | 橫谷昌宏        | 鈴木健一 森邦宏         | 鈴木健一          | 野口和夫、濱田正嗣 俵頭英哉                    | 2013年7月16日  |
| 42   |          | 小島的危險暑假                          | 竹内利光        | 吉澤俊一                | 吉澤俊一          | 湯本佳典、龜谷響子                             | 2013年7月23日  |
| 43   |          | 阿卡迪亞GP開幕！                        | 永川成基 佐藤大 | 西澤晉                  | 村山靖            | 山本徑子、香田知樹                             | 2013年7月30日  |
| 44   |          | 阻止破壞GP計劃                          | 竹內利光 佐藤大 | 須永司                  | 原田やすのり      | 清山滋崇、松下純子                             | 2013年8月6日   |
| 45   |          | 阿卡迪亞GP決戰                          | 清水惠 佐藤大   | 網野哲郎                | 大庭秀昭          | 小川浩司、高乘陽子 山根理宏、鳥居貴史（效果）  | 2013年8月13日  |
| 46   |          | 拍攝順暢，誰是英雄？                    | 岸本みゆき      | 近藤信宏                | 左藤洋二          | 齋藤佑、佐久間信一                             | 2013年8月20日  |
| 47   |          | 夏天完結，秋天開始                      | 橫谷昌宏        | 加瀨充子                | 官田修            | 波風立志                                       | 2013年8月27日  |
| 48   |          | 給遙遠未來的你                          | 竹內利光        | 吉田丈司                | 吉田丈司          | 山本徑子、吉田弘子                             | 2013年9月3日   |
| 49   |          | 冥府之王！Death Xenon                   | 清水惠 佐藤大   | 西澤晉                  | 原田やすのり      | 杉光登                                         | 2013年9月10日  |
| 50   |          | Gyrozetter戰爭的危機                    | 永川成基 佐藤大 | 須永司                  | 大庭秀昭          | スタジオ座圓洞 近藤優次、松本朋之              | 2013年9月17日  |
| 51   |          | 奔赴未來，Libird                        | 佐藤大          | 森邦宏 高松信司         | 森邦宏            | 湯本佳典 山根まさひろ                          | 2013年9月24日  |

## 播放單位
| 播放地區       | 播放電視台   | 播放日期（UTC+9）                                      | 播放時間                           | 所屬聯播網 | 備註                                            |
| -------------- | ------------ | ------------------------------------------------------ | ---------------------------------- | ---------- | ----------------------------------------------- |
| 關東廣域圈     | 東京電視台   | 2012年10月2日 - 2013年9月24日                          | 週二 18:00 - 18:30                 | TXN系列    | 製作局、含字幕（可隱藏）。                      |
| 北海道         | 北海道電視台 | 2012年10月2日 - 2013年9月24日                          | 週二 18:00 - 18:30                 | TXN系列    | 同步網路 含字幕                                 |
| 愛知縣         | 愛知電視台   | 2012年10月2日 - 2013年9月24日                          | 週二 18:00 - 18:30                 | TXN系列    | 同步網路 含字幕                                 |
| 大阪府         | 大阪電視台   | 2012年10月2日 - 2013年9月24日                          | 週二 18:00 - 18:30                 | TXN系列    | 同步網路 含字幕                                 |
| 岡山縣、香川縣 | 瀨戶內電視台 | 2012年10月2日 - 2013年9月24日                          | 週二 18:00 - 18:30                 | TXN系列    | 同步網路 含字幕                                 |
| 福岡縣         | TVQ九州放送  | 2012年10月2日 - 2013年9月24日                          | 週二 18:00 - 18:30                 | TXN系列    | 同步網路 含字幕                                 |
| 日本全國       | 萬代頻道     | 2012年10月5日 - 2013年9月27日                          | 週五 12:00 更新                    | 網路播放   | 一週免費播放                                    |
| 日本全國       | 萬代頻道     | 2013年1月18日 -                                        | 週五 12:00 更新                    | 網路播放   |                                                 |
| 日本全國       | AT-X         | 2012年10月24日 - 2013年10月9日                         | 週三 23:00 - 23:30                 | CS放送     | 有重播時段                                      |
| 日本全國       | 迪士尼XD     | 2013年10月26日 - 2014年2月15日 2014年2月22日 - 5月17日 | 週六 9:00 - 10:00 週末 9:00 - 9:30 | CS放送     | 2集連播，有重播時段 2014年2月22日起改為週末播出 |

| 播放地區 | 播放電視台 | 播放日期                                   | 當地播放時間                                 | 所屬聯播網  | 備註                        |
| -------- | ---------- | ------------------------------------------ | -------------------------------------------- | ----------- | --------------------------- |
| 香港     | 翡翠台     | 2014年4月29日－7月9日 2014年7月1日暫停播映 | 星期一至五16:35－17:05 6月10日為16:45－17:15 |             | 放學ICU時段內               |
| 香港     | TVB兒童台  | 2014年11月14日－2015年1月23日              | 星期一至五09:00－09:30                       |             | 有重播時段                  |
| 香港     | J2         | 2015年5月5日－7月14日                      | 星期一至五08:00－08:30                       |             | 粵語、日語雙聲道 有重播時段 |
| 香港     | Animax     | 2017年4月19日－6月28日                     | 星期一至五17:30－18:00                       |             | 原音播出 有重播時段         |
| 臺灣     | Animax     | 2017年4月3日－5月23日                      | 每天18:30－19:00                             | 有線電視    | 原音播出 有重播時段         |
| 臺灣     | Animax HD  | 2017年7月5日－8月24日                      | 每天21:30－22:00                             | 中華電信MOD | 原音播出 有重播時段         |

| 日本 東京電視台 星期二 18:00－18:30 · 【內包於530動畫第二部】 | 日本 東京電視台 星期二 18:00－18:30 · 【內包於530動畫第二部】 | 日本 東京電視台 星期二 18:00－18:30 · 【內包於530動畫第二部】 |
| ------------------------------------------------------------- | ------------------------------------------------------------- | ------------------------------------------------------------- |
|                                                               | 超速變形螺旋傑特 （2012年10月2日－2013年9月24日）             |                                                               |
| 李洛克的青春全力忍傳                                          | 李洛克的青春全力忍傳 再臨                                     |                                                               |

| 香港翡翠台 星期一至五 16:35－17:05（放學ICU時段內） · 2014年6月10日臨時節目調動 16:45－17:15 · 2014年7月1日暫停播映 | 香港翡翠台 星期一至五 16:35－17:05（放學ICU時段內） · 2014年6月10日臨時節目調動 16:45－17:15 · 2014年7月1日暫停播映 | 香港翡翠台 星期一至五 16:35－17:05（放學ICU時段內） · 2014年6月10日臨時節目調動 16:45－17:15 · 2014年7月1日暫停播映 |
| --- | --- | --- |
| | 超速變形 （2014年4月29日－7月9日）                                                                                  | |
| 忍者亂太郎 第19、20輯                                                                                               | 寵物反斗星 第50－99集                                                                                               | |

| 臺灣 Animax、Animax HD 每天 18:30－19:00 / (HD)21:30－22:00 | 臺灣 Animax、Animax HD 每天 18:30－19:00 / (HD)21:30－22:00      | 臺灣 Animax、Animax HD 每天 18:30－19:00 / (HD)21:30－22:00 |
| ----------------------------------------------------------- | ---------------------------------------------------------------- | ----------------------------------------------------------- |
|                                                             | 超速變形螺旋傑特 2017年4月3日－5月23日 HD：2017年7月5日－8月24日 |                                                             |
| 惡魔奶爸 重播（18:00－19:00）HD：驚鴻騎士傑克斯             | élDLIVE宇宙警探HD：噬血狂襲 重播                                 |                                                             |

## 外部連結
- （日語）
- 玩具廠（日語）
- 東京電視台網站（日語）
- TVB官方網站 （页面存档备份，存于）（繁體中文）